# 本田ウリ
本田ウリ（ほんでんうり）は、マクワウリの一種で江戸東京野菜の一つである。

## 概要
江戸時代中期の明和年間以前から、中川流域の西葛西領本田筋と呼ばれた地域（現在の葛飾区立石、東立石、四つ木、東四つ木、青戸）で栽培されていたマクワウリである。マクワウリは根が浅く、土の乾燥に弱いため、水位の高い本田筋の土地が栽培に向いていた。収穫された本田ウリは船に積まれて中川を下り江戸に出荷されていた。江戸住民にとっては美味しい水菓子として評判であり、三代将軍徳川家光も大好物であったとされる。

## 特徴
緑の縞模様が特徴で、熟すと銀白色になる。マクワウリの「金マクワ」に対して、本田ウリは「銀マクワ」と呼ばれていた。大型で甘みは少ないが、日持ちが良いことからよく売れたという。

## 生産減少と復活
本田ウリの生産最盛期には作付け10町歩に及んだとされるが、ナスやコマツナなどの野菜の方が良い収入になったことから、本田ウリの生産量は次第に減少していった。1921年（大正10年）の調査によれば、本田村で生産する野菜の中にマクワウリは見られなくなっていた。
2021年（令和3年）6月、地元住民や農家によって本田ウリを復活させる取り組みが始まり、「葛飾本田ウリ育成保存会」が結成された。本田ウリを使ったビールやパン作りが行われている。